# Bdelyrus seminudus
Bdelyrus seminudus är en skalbaggsart som beskrevs av Bates 1887. Bdelyrus seminudus ingår i släktet Bdelyrus och familjen bladhorningar. Inga underarter finns listade.